# Вадатурський Олексій Опанасович
Олексій Опанасович Вадатурський (8 вересня 1947 , Бендзари, Одеська область  — 31 липня 2022 , Миколаїв, Миколаївська область ) — український агропідприємець. Герой України, засновник сільськогосподарського підприємства «Нібулон», меценат, віцепрезидент Української зернової асоціації (з лютого 2005 року).

## Життєпис
Олексій Вадатурський народився в сім'ї колгоспника. У 1971 році закінчив Одеський технологічний інститут харчової промисловості імені М. В. Ломоносова за спеціальністю «Автоматизація і комплексна механізація хіміко-технологічних процесів» (інженер-електромеханік).
Трудову діяльність розпочав на Трикратському комбінаті хлібопродуктів головним енергетиком, потім працював головним інженером.
У 1980—1993 роках — начальник виробничого відділу, заступник начальника Миколаївського обласного управління хлібопродуктів.
З 1991 року — незмінний генеральний директор агрохолдингу «Нібулон» з вирощування сільськогосподарських культур із застосуванням закордонних технологій і високопродуктивної імпортної техніки, розвитку племінного тваринництва та будівництва суден.
У 2012 році журнал «Фокус» зачислив бізнесмена до «топ 20-ти найуспішніших аграріїв України», де він разом із сином-компаньйоном Андрієм Вадатурським посів дванадцяте місце (земельний банк — 80 000 га).
У 2018 році увійшов до переліку представників агробізнесу, щодо яких запроваджуються російські санкції.
У рейтингу журналу «НВ» «топ-100 найбагатших українців», опублікованому в жовтні 2019 року, його статки оцінено у $474 млн (зменшення на 14 % порівняно з 2018 роком); це 14 місце рейтингу.
У червні 2020 року, Forbes Україна помістив Вадатурського на 15 місце у рейтингу найбагатших українців, оцінивши його капітал в 450 млн доларів.
31 липня 2022 року Олексій Вадатурський загинув під час російського обстрілу м. Миколаєва. Разом з ним загинула і його дружина Раїса Михайлівна Вадатурська. Ракета влучила в їхній будинок вночі, коли подружжя спало. В Офісі Президента України заявили, що це навмисне вбивство, один з актів тероризму Росії в Україні (див. Воєнні злочини в Миколаївській області під час російсько-української війни).

## Родина та особисте життя
Був одружений з Раїсою Михайлівною Вадатурською. Син — співвласник компанії «НІБУЛОН», народний депутат України VIII скликання Андрій Вадатурський.

## Пам'ять

### Книга
У грудні 2023 року пам'яті Олексія Вадатурського презентована книга «Хлібний капітан України» (автори: Михайло Маслій, Петро Гадз). Книга містить добірку спогадів колег, друзів, партнерів, державних діячів, перших осіб держави, вражень від особистого спілкування, партнерства у бізнесі та взаємодії у громадському житті.

### Топоніміка
За результатами опитування КУ ММР «Агенція розвитку Миколаєва» щодо перейменування вулиць міста на честь видатних діячів Миколаєва та України пропозиція назвати миколаївський топонім ім'ям Олексія Вадатурського увійшла до ТОП-10 найпопулярніших відповідей серед респондентів.

## Нагороди
- Звання Герой України з врученням ордена Держави (15 листопада 2007) — за визначний особистий внесок у зміцнення потенціалу агропромислового комплексу, організацію та забезпечення досягнення стабільно високих показників у виробництві сільськогосподарської продукції, розвиток соціальної сфери[15]
- Державна премія України в галузі архітектури (2008) — за архітектуру перевантажувального терміналу сільськогосподарського підприємства «НІБУЛОН» у місті Миколаєві (у складі колективу)[16]
- Почесна грамота Кабінету Міністрів України (4 грудня 2001) — за значний особистий внесок у підвищення ефективності аграрного сектору економіки та з нагоди 10-річчя від дня створення спільного українсько-угорсько-англійського сільськогосподарського підприємства «Нібулон» (м. Миколаїв)[17]
- 6 липня 2012 року Олексій Вадатурський став номінантом Всесвітньої продовольчої премії[18].
- Переможець загальнонаціональної програми «Людина року» — у номінації «Аграрій року» (2005).
- Звання почесного доктора Одеської національної академії харчових технологій від 6 листопада 2012 року — за вагомий особистий внесок у розвиток навчального закладу, в тому числі і в частині підготовки кадрів висококваліфікованих фахівців для зернопереробної промисловості[19].
- «Людина року на водному транспорті» (2012, 2016—2019) — за результатами «Національного морського рейтингу України»[20][21][22][23].
- Нагорода на честь Вільгельма Телля (1 серпня 2017) — вручена Послом Швейцарії в Україні та Республіці Молдова Гійомом Шойрером (2015—2019) за великий внесок у розбудову України, а також у зміцнення відносин між Україною і Швейцарією[24].
- Звання Городянин року Загальноміської програми «Людина року. Городянин року» Миколаєва — у номінаціях «Підприємництво» (2002), «Благодійність» (2004), «Людина року» (2005 та 2007), «Меценат року» (2006), «Інвестиційно-інноваційний проект року» (2009), «Допомога українській армії» (2014)[25].
- Герой року 2020 за підсумками 22-ї Загальноміської програми «Людина року. Городянин року» Миколаєва — за значний внесок в охорону здоров'я міської громади в період подолання пандемії коронавірусу[26].
- Звання Почесний громадянин міста Миколаєва (9 вересня 2021) — присвоєне рішенням Миколаївської міської ради від 09 вересня 2021 року № 9/1 "Про присвоєння звання «Почесний громадянин міста Миколаєва»[27].
- Спеціальна премія «За безпрецедентний особистий внесок у відродження та розвиток українського судноплавства та річкового флоту» (посмертно) — присуджена одностайним рішенням Вищої Академічної Ради загальнонаціональної програми «Людина року»[28][29].

## Вшанування пам'яті
- У місті Березівка вулицю Посмітного перейменували на вулицю Олексія Вадатурського.
- У місті Миколаїв вулицю Фалєєвську перейменували на вулицю Олексія Вадатурського.[30]
- У місті Одеса вулицю Маршала Малиновського перейменували на вулицю Олексія Вадатурського.